# 桑江朝幸
桑江 朝幸（くわえ ちょうこう、1918年（大正7年）2月3日 - 1993年（平成5年）12月16日）は、琉球政府・沖縄県の政治家である。軍用地主の団体である市町村土地特別委員連合会（現：沖縄県軍用地等地主会連合会、通称：土地連）の初代会長となった。1978年から1990年まで沖縄市の市長を務めた。1989年に泡瀬干潟の埋め立て事業を含む東部海浜開発計画市案を発表する。2014年から2024年の死去まで沖縄市長を務めた桑江朝千夫の父である。
琉球列島米国民政府（略称：USCAR）については、「アメリカ民政府」と記述する。また肩書、施設名、その他名称について、当時のもので表記する。

## 来歴

### 生い立ち
1918年（大正7年）に沖縄県中頭郡越来村（現：沖縄市）に生まれる。父親は、大宜味村出身の大工(大宜味大工)であった。
小学校卒業後、両親が学費が出せないとの理由から中学校進学を諦め、沖縄県立農林学校（現：沖縄県立北部農林高等学校）に進んだ。1936年（昭和11年）、同校を卒業した。卒業後、那覇小禄の蚕業試験場技術員養成所、国立熊本蚕業試験所、長野県松本市の蚕業試験所練習生を経て、中井蚕種製造所に就職した。

### 軍隊生活
1938年（昭和13年）、徴兵検査に合格し、近衛歩兵第3連隊に入営した。1940年（昭和15年）近衛捜索連隊に転属となる。日中戦争により、広東省中山県に派兵された部隊に加わることになった。
広東省での作戦終了後、仏印進駐に動員された部隊に従い、サイゴン（現在のホーチミン市）に上陸した。部隊はサイゴンからプノンペン、タケオと移動する。ここで銃の暴発事故により左手に重傷を負い、相模原陸軍病院に移送された。
退院後、近衛師団兵器部板橋倉庫の勤務となる。1944年（昭和19年）、沖縄での許嫁と結婚し、東京都世田谷区に家を借りた。
1945年（昭和20年）、本土空襲激化のため、妻を疎開させる。また板橋倉庫も空襲被害にあい、残った物資を埼玉県南埼玉郡日勝村（現：白岡市）などへ疎開することが決定した。桑江もその作業に従事した。

### 終戦直後
8月15日の玉音放送は、部隊の宿舎となっていた埼玉県日勝村の寺院の境内で聞いた。その後、部隊は解散し、軍籍を離れて、埼玉県浦和市（現：さいたま市）の復員省浦和支部勤務となった。しかし、年末には復員省の整理縮小の対象となり、大宮市にあった片倉工業の臨時職員に採用される。
その一方で、東京や埼玉で沖縄人連盟の活動に参加し、海外からの沖縄出身者の引揚者の対応活動を行った。このころ、やはり沖縄出身の山城善光と知り合う。

### 帰郷
1946年（昭和21年）12月、名古屋港からの船で沖縄へ戻る。越来村に戻り、越来村青年会を組織化する。また山城善光とともに沖縄民主同盟の結党に参加する。
1948年、越来村議会議員選挙に立候補し、当選する。民主同盟の機関誌である『自由沖縄新聞』を発刊し、民政府批判を掲載する。8月20日、山城善光と共に逮捕され、23日間知念警察署に留置される。

### 土地連初代会長
1950年、群島議会議員選挙に立候補するが、落選する。
1951年8月、桑江は自費で沖縄タイムスに意見広告を掲載した。内容は、軍用地の使用料の支払い等をアメリカ軍民政府や群島政府に陳情するための署名呼びかけを行うものであった。さらに、11月、軍用地所有者の代表者会議を開くための告知広告を出した。
1953年、大宜味村の村長であった大工廻朝盛などの意向で立法院土地委員の議員との懇談会に出席し、沖縄市町村軍用地等地主連合会（現：沖縄県軍用地等地主会連合会、以後「土地連」と記述）の発足が決まり、桑江が会長に推され、初代会長の座についた。
1954年、アイゼンハワー大統領は年頭一般教書演説で「沖縄のアメリカ軍基地を無期限に使用する」と発言した。さらに3月18日、沖縄タイムスが「米軍当局は沖縄で45,000エーカー（約20,000ha）の土地を購入し、3,500家族の住民を八重山に移住させるための資金を獲得するだろう」というワシントン電の情報を報道した。この買い上げ計画に対して琉球政府行政主席であった比嘉秀平は賛意を表明した。
これに対して、土地連は買い取り計画反対を打ち出した。琉球政府は軍用地問題の解決を図るため、ワシントンに施設団を送りアメリカ本国と直接折衝をすることになった。使節団は行政主席の比嘉秀平を団長とし、立法院議員からは大山朝常、そして土地連の会長であった桑江も加わった。
使節団帰国後、アメリカ軍は軍用地の接収を行うと通知してきた。桑江は土地連会長として断固反対の立場ととった。
第2次渡米使節団を派遣し、軍用地問題解決のためにアメリカ本国政府と再び直接折衝をすることになった。代表は当間。桑江も土地連会長として使節団に加わった。使節団は1958年6月10日、那覇を出発した。

### 立法院議員時代
1956年、第3回立法院議員選挙に民主同盟の推薦を受け立候補するが、落選となる。1960年、第5回立法院議員選挙で初当選する、沖縄自由民主党の党組織委員長に就任する。1962年、立法院議員に再選。1965年、立法院議員に3選。
1966年10月7日、アメリカ上院は、アメリカ政府が沖縄に講話前補償として2,104万ドルを支払う法案を可決した。
講話前補償支払い成立を受けて、土地連会長を辞任。1968年、立法院議員に4選を果たし、本土復帰を迎えた。

### 本土復帰後の国政進出
沖縄が本土に復帰後、桑江は衆議院議員への立候補を決め、準備に入る。1972年、自由民主党の公認候補として第33回衆議院議員総選挙沖縄県全県区から立候補するが落選。1976年の第34回衆議院議員総選挙でも沖縄県全県区から立候補するが落選する。

### 沖縄市長時代
1978年、衆議院議員に3回目の立候補準備を進めていたが、自由民主党の沖縄県連の説得を受け、沖縄市長選挙への立候補することになった。元コザ市長であった大山朝常の支持も取り付けて、再選を目指していた現職の町田宗徳を破り、保守系として初の沖縄市長に当選した。
しかし、市議会は桑江支持の保守系議員は過半数割れで少数与党、加えて市職員労働組合が桑江の即時辞任を要求して対決姿勢を鮮明にした。労使協議を重ね、1981年10月に労使共に争訟案件を全て取り下げることで合意した。
1982年4月、沖縄市長選で再選。1986年5月、3選。
1987年3月、泡瀬干潟の埋め立てを含む「東部海浜地区埋立構想」を策定する。西側に嘉手納基地、北側に嘉手納弾薬庫に土地を切り詰められているため、市としての開発空間を泡瀬海岸の拡張に求め、当初は239.5haの広大な埋め立て計画であり、以後、市内外で大きな議論を生むこととなった。
1990年、4選目を目指して沖縄市長選挙に立候補したが革新派の推薦を受けた新川秀清に敗れた。桑江は3期12年間、沖縄市の市長を務めたが、市長時代の主な業績は、第42回国民体育大会(海邦国体)の秋季メイン会場の誘致、沖縄市役所総合庁舎の建設、沖縄職業能力開発大学校の誘致である。

## 人物

### 土地への信仰
自伝の「あとがき」に土地を所有していることの重要性について、以下のように述べている。自伝のタイトルも「土がある明日がある」としている。

### 大山朝常との関係
コザ市長を務めた大山朝常とは、同じ越来村の生まれで、沖縄県立農林学校を卒業し、その後、近衛師団に入営しているところまで経歴が一致している。桑江の自伝によれば、大山とは越来村の村会議員の時に誰を議長にするかという問題から軋轢がうまれ、1950年の群島議会選挙で「桑江が立候補しなければ、大山先生が当選できたのに」と大山支持者から批判され、大山と抜き差しならぬ関係になったと述べている。
1974年に、沖縄市への合併を期にコザ市長を退任した大山朝常は、後任として町田宗徳を支持していた。しかし、町田の市政運営が放漫財政を招き、また中城湾の港湾設備開発に積極的でないという理由から、1978年の選挙で桑江支持にまわった。

### アメリカ民政府との関係
桑江は、しばしばアメリカ民政府に対して、コザ市行政について進言や要請を行っていたことが公文書から明らかになっている。桑江と対立関係にあり、コザ市長の座にあった大山に対してアメリカ民政府渉外局には大山の「反米」言動を報告する文書がいくつかあり、大山の言動を監視していた。このような状況から、アメリカ民政府も保守系の有力政治家として桑江の立場を配慮していたと考えられる。例えば、桑江はあるAサイン業者が反米的人物であると指摘し、Aサインを取り上げるように要請を行い、アメリカ民政府渉外局も陸軍参謀に対して、Aサイン取り消しを提言していた。

## スキャンダル

### 軍用地問題
1954年に、アメリカ軍の基地の地代について地主から買い取る計画が明るみに出た。このとき琉球政府は、使節団を派遣し、アメリカ政府と直接折衝を行うことになった。使節団は「全員地代一括支払い反対」で統一されていたと桑江の自伝や土地連の公式文書では示されているが、大山はこれを否定しており、「自分以外は賛成であった」としている。1956年3月に第3回立法院議員総選挙が行われた。この選挙には桑江も立候補していたが、大山は、桑江が「地代一括払い」について賛成したことを暴露した。この選挙で大山は、有力な対立候補であった琉球民主党の桑江を破り当選している。

### 議員買収疑惑
立法院議員時代、沖縄時報に桑江朝幸と名の入った封筒に5ドルが入っている写真が掲載され、議員買収と報じられた。桑江は名誉毀損で裁判に訴えた。また沖縄時報側の主張によれば、桑江がアメリカ民政府の高等弁務官に、この写真を撮影した奄美群島出身者の記者を強制送還せよと依頼したとしている。

## 著書
- 『民族の血は燃えて : 異民族支配下の闘争裏面史』新星図書、1972年10月10日。NDLJP:12188338。
- 『沖縄の戦後はまだ終らない』 沖縄政治経済研究所 1973
- 『土がある明日がある』 沖縄タイムス社 1991
- 『沖縄育ちの心のうた旅のうた』 1993 （自費出版）